# ダブルネック・ギター

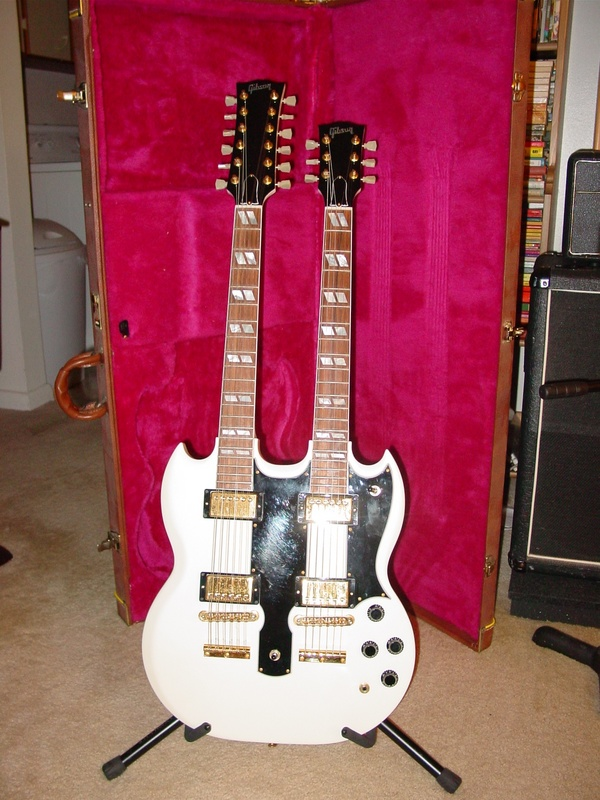
ギブソン・EDS-1275

ダブルネック・ギターはネックが2本あるギター。ツインネック・ギターとも呼ばれる。3本以上も含めネックが複数の物は「マルチネック」と総称される。
この項ではネックが3本以上のギターについても触れる。

## マルチネック・ギター
6弦と12弦の組み合わせ、6弦と4弦（ベース）の組み合わせ、フレットレスとフレット付き、あるいはその他の組み合わせも見られる。しかし、スティクスのトミー・ショウが所有する12弦同士の組み合わせの物、モトリー・クルーのミック・マーズが所有する6弦同士の組み合わせなども存在する。
これはギタリストが持ち替えの手間なしに2つの楽器を切り替えることを可能にしている。
ジョー・メイフィスやラリー・コリンズが使用したものは上部には1オクターブ上の12フレットからのスケールのギターが、下部には標準のギターが付いている。
レッド・ツェッペリンのジミー・ペイジが「天国への階段」や「レイン・ソング」のライヴ・パフォーマンスでギブソン・EDS-1275を使用した。
バディ・エモンズはペダル・スティール・ギターのダブルネックを使用。ともに10弦仕様でネック自体に変化はなく、奏者の判断で変更する。
ネックが3本、4本、5本といったギターも存在する。

### 主なミュージシャン
- ジョー・メイフィスは、ダブルネック・ギターでの速弾きを得意とするギタリスト。同じく、ダブルネック・ギターを使用しているラリー・コリンズ（当時小学生）が上部ギターを弾き、ジョーがラリーの後ろから下部ギターを弾くツインギターを披露した。彼らが使用したダブルネック・ギターは上部にオクターブ上の超ショート・スケール（マンドリン・スケール）のギター、下部には通常のモズライト・スケール（24.5インチ）が設けられている。そのため、カントリーで多用されるオクターブ上のリフを弾く際に開放弦を多用したクロマチック奏法が可能であった。
- チープ・トリックのリック・ニールセンは、特注のヘイマー製5本ネック・ギター及び人間のイラストが描かれたダブルネックを使用。
- ジョン・ポール・ジョーンズは、マンドリンのネックと弦が追加されたトリプルネック・ギターを時々使用している[1]。
- スティーヴ・ヴァイは、特注のトリプルネック仕様アイバニーズ・JEMを所持。12弦・ロック式トレモロ付き6弦・6弦フレットレス（フェルナンデス製サスティナー付き）を所有。（例：G3のDVD『ライヴ・イン・デンバー』）。他にも、ハート型で1：2にネックの付いたアイバニーズ製トリプルネックを所有、デイヴィッド・リー・ロスバンド時代からライヴ・レコーディングにて度々使用。ホロウボディのアコースティックギターとソリッドボディのエレキギターを組み合わせた、アイバニーズ製ダブルネックも所有している。
- ジェネシスの「混迷の地 - Land Of Confusion - 」のPVでは、マイク・ラザフォードの人形が、4本ネック・ギターを演奏している場面がで見られる。
- スラッシュは、自らGuildにアイディアを持ち込んで、12弦エレアコとエレクトリックのダブルネックギター"Crossroad"を作り上げ、使用している。
- 今まで作られた最も複雑だと思われるギターは、リンダ・マンザーがパット・メセニーのために作ったトリプルネックのアコースティックギター「ピカソ・ギター」で、42本の弦が使用されている。
- SUGIZOは、LUNA SEAのライブで、楽曲「LOVELESS」「GENESIS OF MIND ～夢の彼方へ～」を完全再現するため、トリプルネック・ギター（6弦のフロイド・ローズブリッジ、6弦のフレットレスギター、12弦のギター。6弦ネックは、いずれもサスティナー装備）を使用している。（PR -TRIPLE NECK-（ESP））
- THE ALFEEはメンバー3人とも、特徴あるマルチネック・ギターを使用している。
  - 桜井賢は、「罪人たちの舟」のライヴ演奏で、エンディングのパートを再現するため、フレット付きとフレットレスのダブルネック・ベース「ESP トナカイ」を使用していた（1995年のみ、以降は通常のベースで対応）。これは、市販の"Reindeer"とは全く異なる形状で、ヘッドレス型だった。
  - 坂崎幸之助は、ライブでダブルネック・ギターを多用している。6弦と12弦、ガットギターと12弦、マンドリンと6弦など多種多様で、楽曲によって弾き分けている。これらは、主にVG製やYAMAHA製。ESP製を使用する事もある。1997年には、夏のイベント用にVG製のトリプルネック・ギターを製作。6弦・6弦・12弦というマルチタスクギターである(6弦2本のうち1本は、ガットに差し替え可能)。1998年には、「Sister of The Rainbow」のライブ再現用に使用された。現在も常に使用しているのは、坂崎のみ。
  - 高見沢俊彦は、ESP製によるマルチネック・ギターを複数使用していた。1990年に使用していたSE-Customのダブルネック仕様では、ストラトキャスターとレスポール系の音を1本で再現することを目的に製作されたようである。切り替えスイッチには、レッド・ツェッペリンの「Z」とディープ・パープルの「D」のイニシャルが採用されていた。モノオリジナルモデルのFLYING A-IIをダブル・ネックにしたものも使用している（1992年頃）。1994年には、トランプ柄のフォース・ネック（4本ネック）ギターも製作（ただし本人曰く「一番の失敗作」で、非常に重く演奏しづらいためにお蔵入り）。ジミー・ペイジフリークであることから、ギブソン・EDS-1275を登場させたこともある。
- マイケル・アンジェロは、右手用と左手用のギターがV字型（上下ではなく、左右に）に結合された「ダブル・ギター」と、4本のギターがX字型に結合された「クアッド・ギター」で有名である。どちらも2本を同時に演奏することを想定されているため、左右対称な形となっている。詳しくは、アンジェロの使用する特殊なギターを参照。
- ピエール・ゴネーラは、追加されたトリプルネック・ギターを時々使用している[2] [3]
- T-cophonyは、アコースティック・ギタータイプのダブルネックギターを左右の手をそれぞれ両ネック上に置き、タッピング奏法を用いて同時に鳴らす演奏スタイルで知られている。上下ネックは異なった変則チューニング(時折特定のポジションのみを押さえることが出来る特殊なカポを用いる)がセットされ、どちらも6弦の組み合わせが特徴である。
- グレイディ・マーティンは、1954年から1957年にかけて、ポール・ビグスビーが作成したギター（6弦と5弦マンドリン）を使用していた。ピックガードに"GRADY MARTIN"と書いてあり、6弦側は3連ピックアップ、5弦マンドリン側には1つのピックアップが搭載されている。

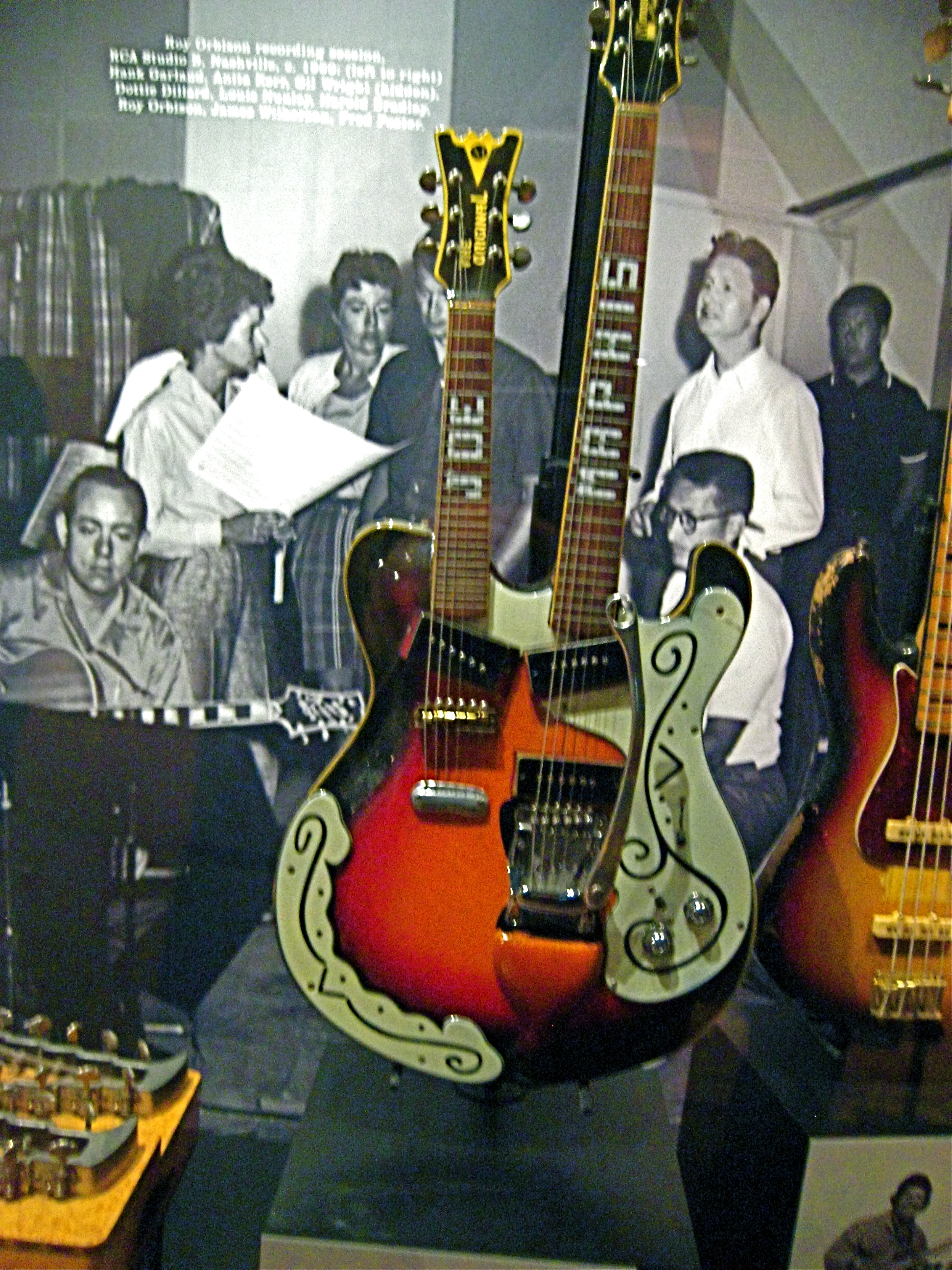
ジョー・メイフィス「ダブルネックMosrite」
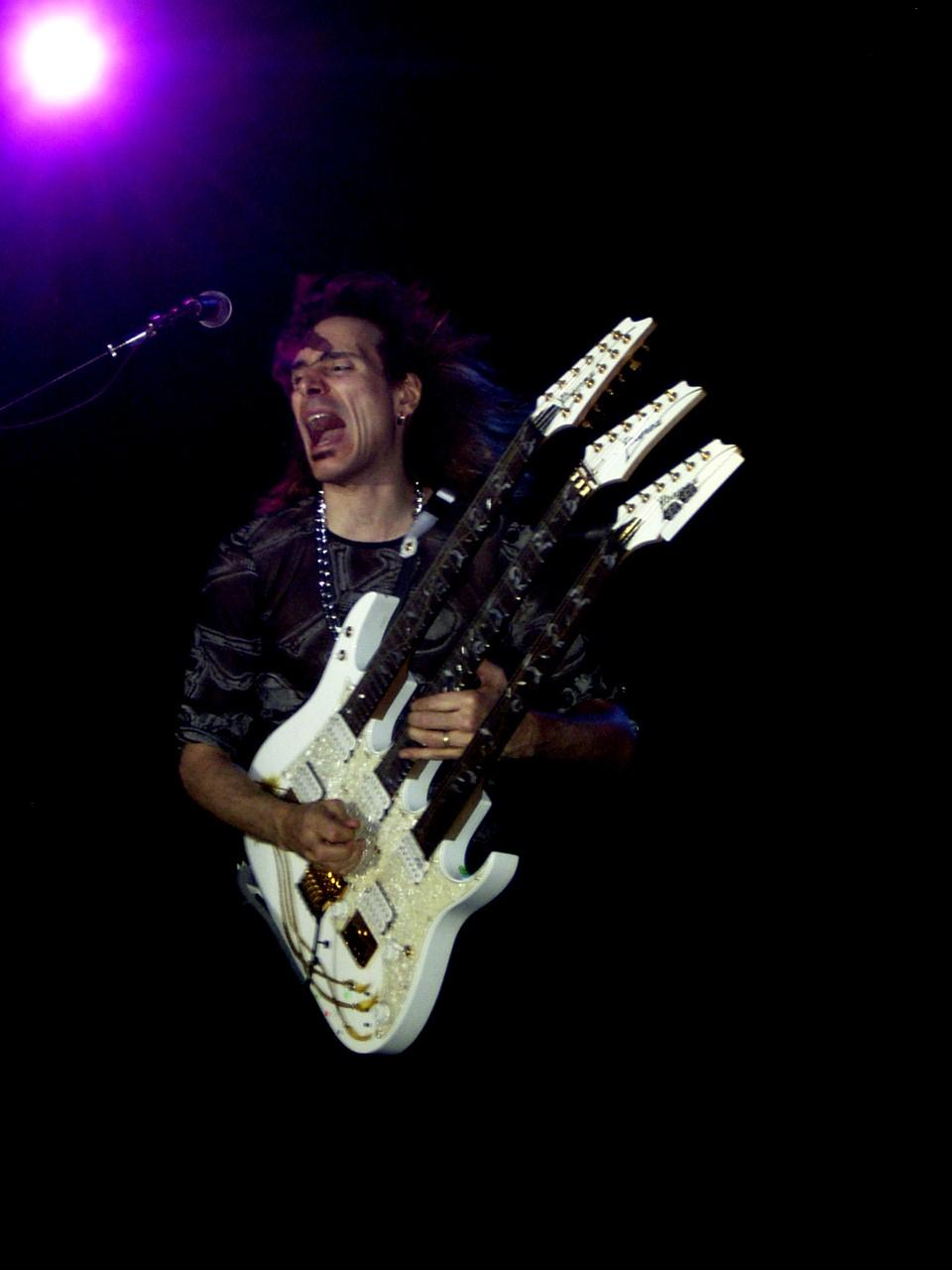
スティーヴ・ヴァイ「Ibanez トリプルネック」
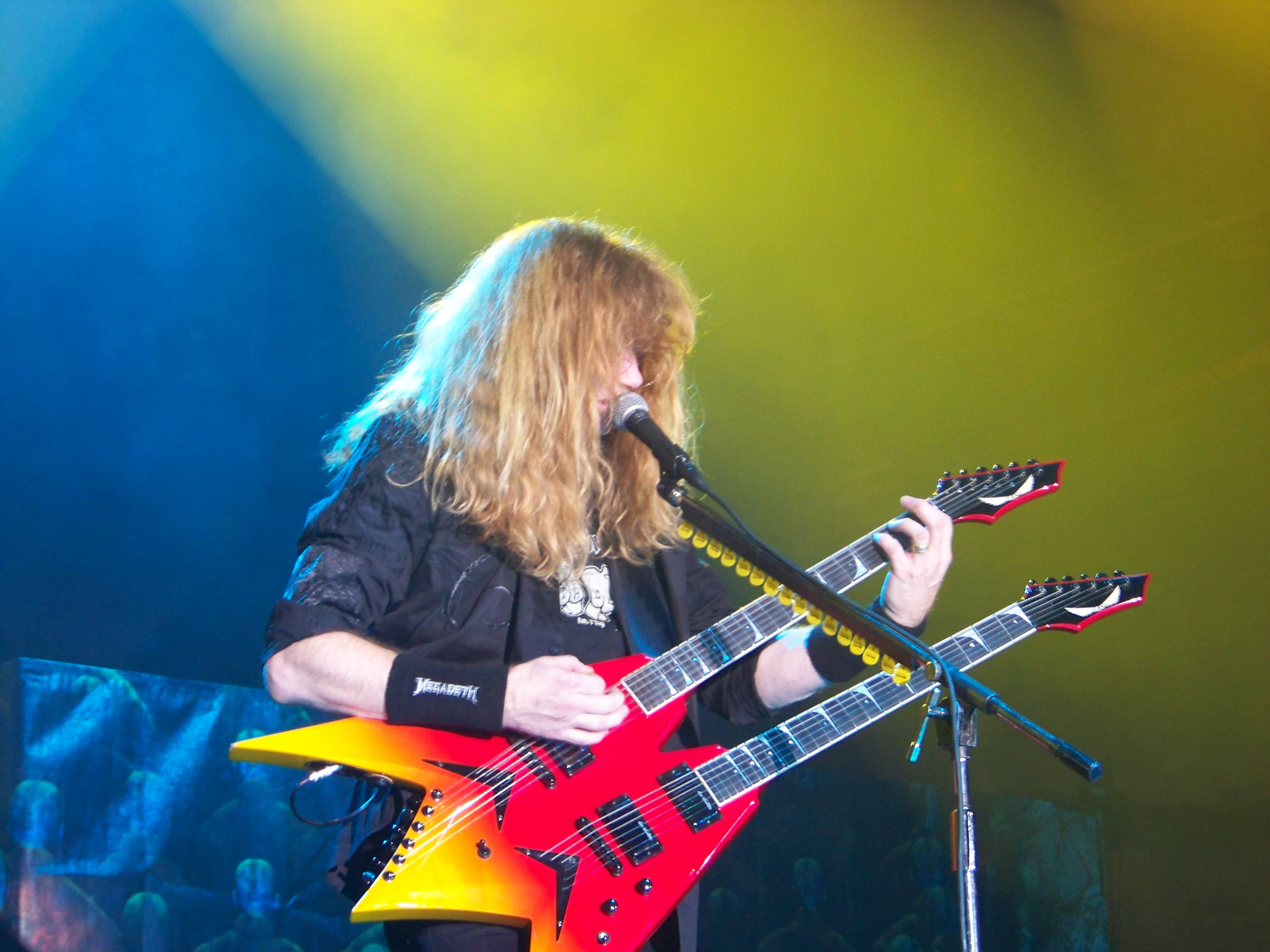
デイヴ・ムステイン「DEAN VMNTダブルネック」
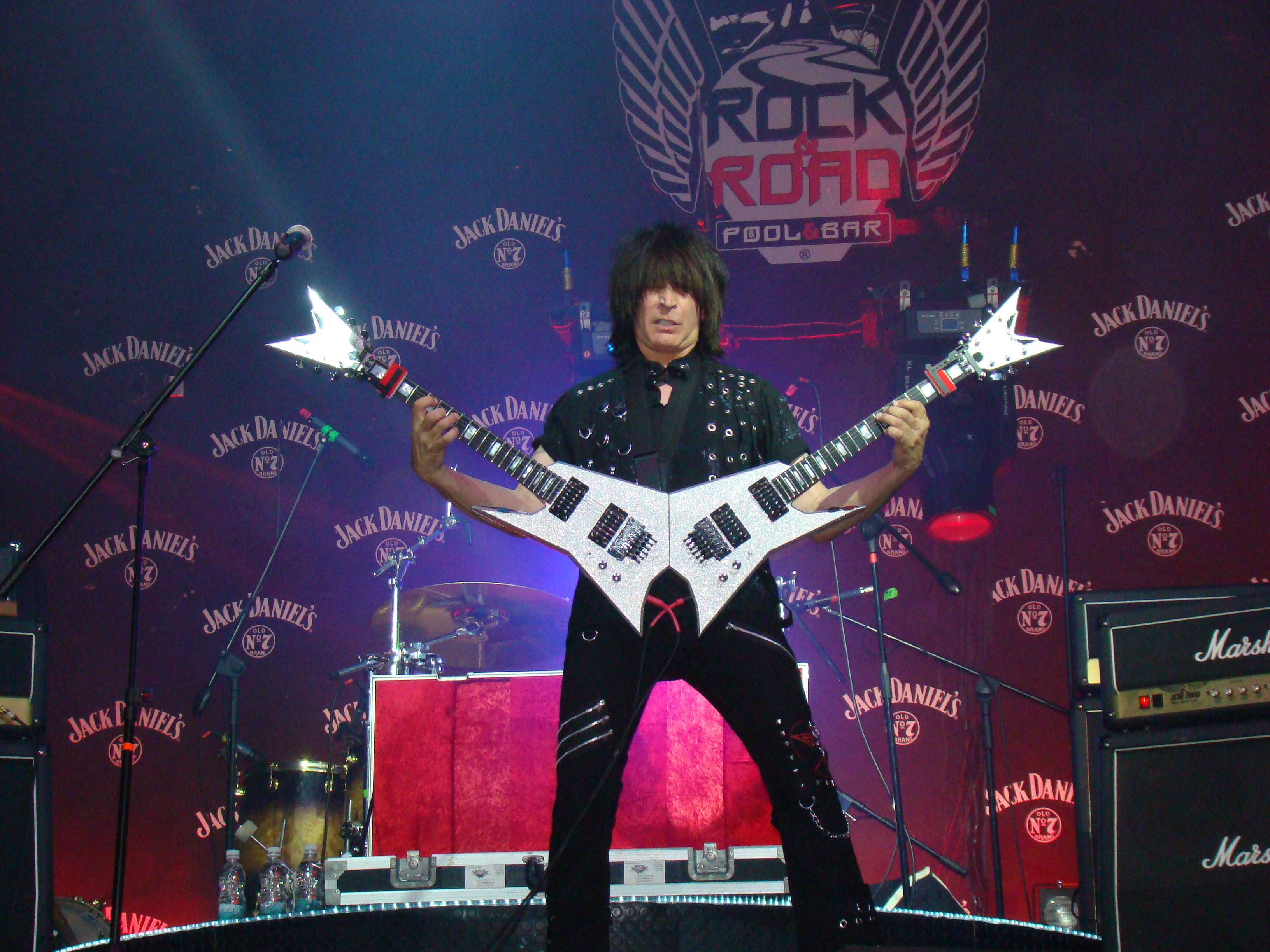

- マイケル・アンジェロ「DEAN ダブル=アックス」
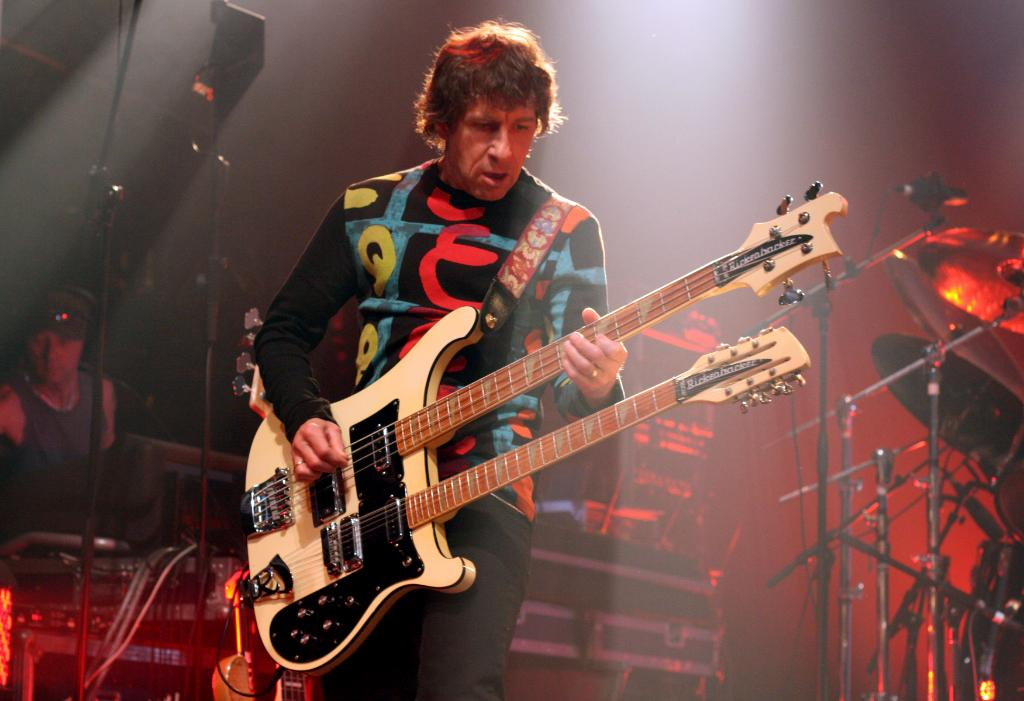
ピート・トレワバス「Rickenbacker 4080 ギター&ベース」

## マルチネック・ベース
ギターメーカーは、マルチネックのベース製造も始めている。多くはダブルネックだが、トリプルネックも見られる。ダブルネック・ベースは例えば「B-E-A-D」と「D-E-D-A」のような異なるチューニングの組み合わせで使用される。また、4弦と5弦の組み合わせもある。
ナイアシンのビリー・シーンは両ネックとも4弦で、「B-E-A-D」と「E-A-D-G」にチューニングされたダブルネック・ベースを使う。「何故、6弦ベースを使わないのか?」という質問を受けた際に、「いつも弾いている4弦ベースのネックのほうが弾きやすいからね。」と答えている。
トリプルネック・ベースの有名な所有者は、イエスのクリス・スクワイアで、「悟りの境地  - Awaken - 」でその化け物ベースを使用している。このベースは、通常の4弦、フレットレス4弦、オクターブでチューニング（aA-dD-gG）された6弦の組み合わせで、その後はハードロックカフェに展示されている。
その他にもトリプルネック・ベースは存在するが、非常に希である。